# Vladimír Brabec (fotbalista)
Vladimír Brabec (* 9. dubna 1942) je bývalý český fotbalový brankář.

## Fotbalová kariéra
V československé lize hrál za Spartu Praha (1969–1973). Nastoupil v 60 ligových utkáních. V Poháru vítězů pohárů nastoupil v sezóně 1972/73 za Spartu v 8 utkáních a v Poháru UEFA v sezóně 1970/71 v 1 utkání proti týmu Leeds United FC. Ze Sparty odešel na jaře 1974 do SK Čechie Karlín.

## Ligová bilance
| Ročník                                   | Zápasy | Góly | Klub         |
| ---------------------------------------- | ------ | ---- | ------------ |
| 1. československá fotbalová liga 1969/70 | 6      | 0    | Sparta Praha |
| 1. československá fotbalová liga 1970/71 | 10     | 0    | Sparta Praha |
| 1. československá fotbalová liga 1971/72 | 18     | 0    | Sparta Praha |
| 1. československá fotbalová liga 1972/73 | 26     | 0    | Sparta Praha |
| CELKEM                                   | 60     | 0    |              |